# Dyson
Dyson Limited eller Dyson er en singaporansk multinational elektronikvirksomhed, der blev etableret i 1991 af James Dyson i Malmesbury, England.
Dyson designer og producerer husholdningselektronik såsom støvsugere, luftrensere, håndtørrere, ventilatorer, varmepumper, hårtørrere og belysning. I 2022 havde Dyson over 14.000 ansatte og omsatte for 6,5 mia. britiske pund.
I 2019 flyttede Dyson permanent sit hovedkvarter fra Storbritannien til Singapore. Hovedkvarteret er beliggende i den tidligere St. James Power Station.